# Saint-Pandelon
Saint-Pandelon (okzitanisch: Sent Pandelon) ist eine französische Gemeinde mit 728 Einwohnern (Stand: 1. Januar 2022) im Département Landes in der Region Nouvelle-Aquitaine. Sie gehört zum Arrondissement Dax und zum Kanton Dax-2. Die Einwohner werden Saint-Pandelonnais genannt.

## Geografie
Die Gemeinde Saint-Pandelon liegt etwa vier Kilometer südsüdöstlich des Stadtzentrums von Dax in der Landschaft Marensin. Der Fluss Luy begrenzt die Gemeinde im Norden. Umgeben wird Saint-Pandelon von den Nachbargemeinden Dax im Norden, Narrosse im Nordosten, Saugnac-et-Cambran im Osten, Bénesse-lès-Dax im Süden, Heugas im Südwesten, Oeyreluy im Westen sowie Seyresse im Nordwesten.
Die Gemeinde liegt am Jakobsweg (Via Turonensis).

## Bevölkerungsentwicklung
| Jahr                       | 1962 | 1968 | 1975 | 1982 | 1990 | 1999 | 2006 | 2013 | 2021 |
| -------------------------- | ---- | ---- | ---- | ---- | ---- | ---- | ---- | ---- | ---- |
| Einwohner                  | 521  | 523  | 574  | 600  | 627  | 667  | 736  | 704  | 709  |
| Quellen: Cassini und INSEE |      |      |      |      |      |      |      |      |      |

## Sehenswürdigkeiten
- Kirche Saint-Pantaléon-et-Saint-Barthélemy, wieder errichtet im 19. Jahrhundert
- Schloss Ducros, früher bischöfliche Residenz
- Schloss Hercular
- Schloss Haubardin, im 17./18. Jahrhundert erbaut
- Schloss Laureta
- Schloss Herran

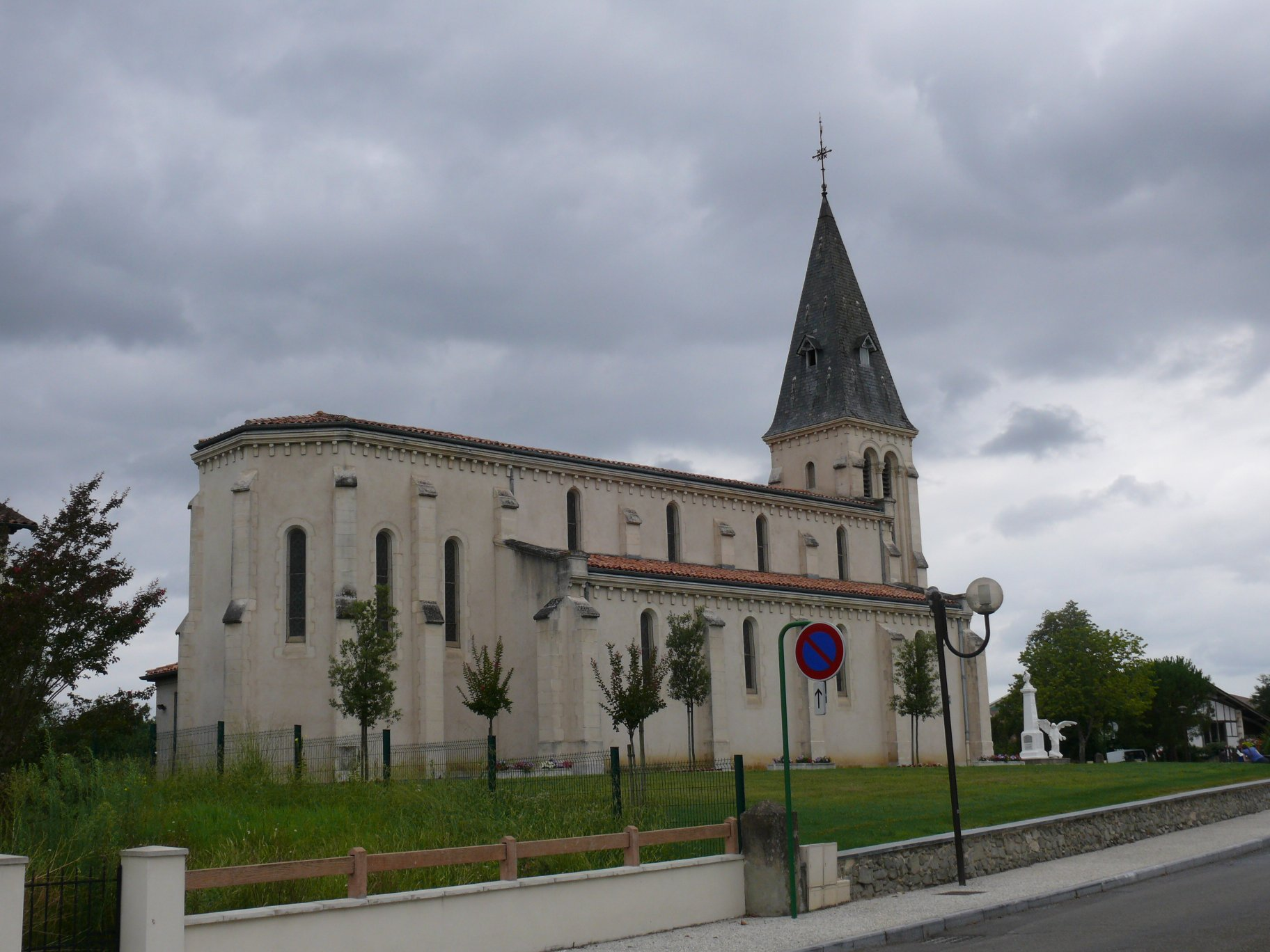
Kirche Saint-Pantaléon-et-Saint-Barthélemy
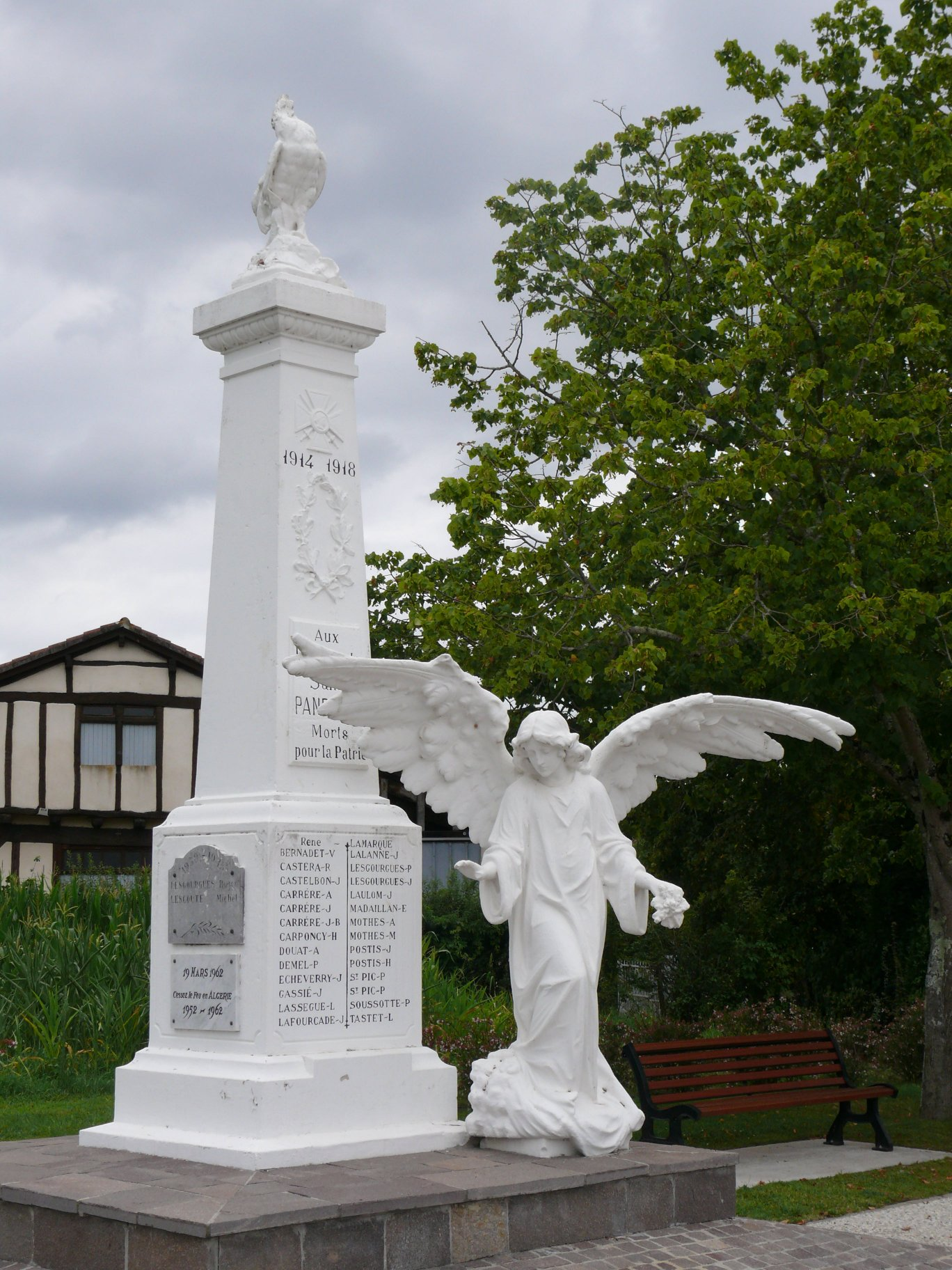
Gefallenendenkmal

## Gemeindepartnerschaft
Mit der französischen Gemeinde Saint-Maxire im Département Deux-Sèvres besteht seit 2013 eine Partnerschaft.